# 유형문화재
유형문화재(有形文化財)는 형태가 없는 무형문화재와는 달리 건조물·회화·조각·공예품·서적·서예 등 일정한 형태를 갖춘 것으로, 역사적·예술적 가치가 높은 것을 말한다. 유형문화재 가운데 중요한 것은 보물로 지정하며, 보물 가운데 더욱 높은 가치를 지닌 것을 국보로 지정한다. 대한민국의 국보 제1호는 숭례문(1962년 12월 20일 지정), 보물 제1호는 흥인지문(1963년 1월 21일 지정)이다.

## 국보
'문화재보호법' 제4조 제2항에 따르면 "문화관광부 장관은 보물에 해당하는 문화재 중 인류문화의 견지에서 그 가치가 크고 유례가 드문 것을 문화재위원회의 심의를 거쳐 국보로 지정할 수 있다"고 규정되어 있다. 즉 매우 독특하거나 귀한 것을 가려내어 국보로 지정하는 경우가 많다. 예를 들어 숭례문은 국보인데 흥인지문은 보물로 지정되어 있다. 그 까닭은 숭례문이 흥인지문보다 1년 앞선 1395년에 세워졌고, 건축 기술면에서도 비중이 높기 때문이다. 하지만 고려시대의 목조건물들은 희소가치가 높아 모두 국보로 지정되어 있다. 2003년 기준으로 국보로 지정된 문화재는 약 403여 가지에 이른다.

## 보물
'문화재보호법' 제4조 제1항에 따르면 "문화관광부 장관은 문화재위원회의 심의를 거쳐 유형문화재 중 중요한 것을 보물로 지정할 수 있다"고 규정되어 있다. 물론 국보와 보물 중 어느 것이 더 중요하고 가치가 높은지를 가리기는 쉽지 않다. 국보가 그 분야와 그 시대를 대표하는 하나뿐인 문화재인 반면 보물은 그와 비슷한 가치의 문화재로서 한국의 문화를 대표한다고 말할 수 있다. 2003년 기준으로 보물로 지정된 문화재는 약 1,769여 가지이다.

## 사적
'문화재보호법' 제6조에 따르면 "문화관광부 장관은 문화재위원회의 심의를 거쳐 기념물 중 중요한 것을 천연기념물로 지정할 수 있다"고 규정되어 있다. 사적은 선사시대의 유적·고분, 제사와 신앙에 관한 유적, 정치 및 전쟁에 관한 유적, 산업·교통·토목 관계 유적, 분묘와 비석 등으로 분류된다. 2003년 기준으로 문화재로 지정된 사적은 약 437가지이다.